# Magritte Stichting
De Magritte Stichting, ook genoemd de Fondation Magritte, is een stichting die gevestigd is in Brussel en werd opgericht door Charly Herscovici die de nalatenschap beheert van de surrealistische kunstschilder René Magritte.
De stichting kwam begin maart 2008 in het nieuws doordat Herscovici de reproducties die nodig zijn voor de communicatie en de publicaties van het in te richten Musée Magritte Museum aan het Koningsplein te Brussel rechtenvrij schonk aan dit museum in wording. Herscovici verleent ook zijn medewerking aan de oprichting van een documentatiecentrum over Magritte in het museum.